# Laitue scariole
Lactuca serriola
Espèce
Classification phylogénétique
La laitue scariole, ou laitue sauvage (Lactuca serriola), sans doute ancêtre de la laitue cultivée, est une espèce de plante à fleurs de la famille des Astéracées (ou Composées), appartenant au genre Lactuca.

## Répartition
Présente dans toute la France, c'est cependant dans les régions méridionales qu'elle est la plus abondante (adventice des vignes et des vergers non irrigués).
Elle pousse dans les friches, endroits pierreux, au bord des chemins, au pied des murs, sur des talus.

## Description

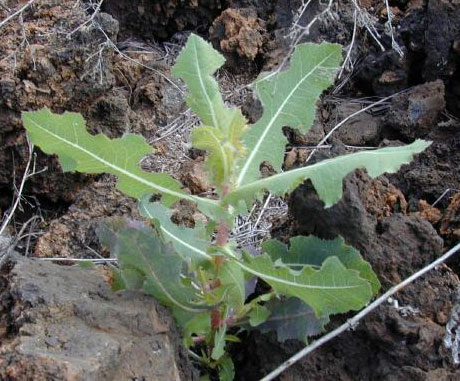

Grande plante annuelle ou bisannuelle érigée de couleur glauque, pouvant atteindre près de deux mètres. Tige généralement glabre, très ramifiée, plus ou moins visqueuse au contact des doigts.
Feuilles pennatilobées, plus ou moins découpées, à pourtour épineux, vrilles, de couleur bleu vert, à limbe parcouru d'un fin réseau de nervures blanchâtres. Le revers de la nervure médiane est également épineux. Les feuilles supérieures sont verticales (contrairement à l'espèce voisine Lactuca virosa, à feuilles horizontales), embrassant la tige.
Nombreux capitules jaune pâle, très petits par rapport à la plante, groupés en panicules.
Les fruits sont de petits akènes grisâtres à pappus blanc.
La laitue scariole présente la particularité d'orienter ses feuilles selon l'axe nord-sud, dans un plan perpendiculaire au sol, ce qui les protège de la brûlure du soleil aux alentours de midi et limite l'évaporation et lui a valu le nom de « plante boussole ».

## Caractéristiques
D'après  P. Goujon de l'Université Pierre-et-Marie-Curie :
- Fleur bien visible et colorée ; de couleur jaune ; structure dense
- Inflorescence de forme plate ; fleurs groupées en panicule
- Bractées de l'involucre glabres et disposées irrégulièrement
- Plante
  - Bisannuelle, de 60 à 100 cm de haut à tige dressée, glabre, à section ronde et ramifiée
  - Tige produisant un suc laiteux
  - Feuilles simples, avec un bord denté et un sommet pointu, alternes à base embrassant la tige
  - Feuilles glabres avec une rangée d'épines sur la nervure centrale[3]

- Organes reproducteurs :
  - Type d'inflorescence : racème de capitules
  - Répartition des sexes :  hermaphrodite
  - Type de pollinisation :  autogame
  - Période de floraison :  juillet-août
- Graine :
  - Type de fruit :  akène
  - Mode de dissémination :  anémochore
- Habitat et répartition :
  - Habitat type : friches annuelles, subnitrophiles, médioeuropéennes. On trouve également cette plante dans les villes, le long des trottoirs mal entretenus ou de la jonction avec les murs.
  - Aire de répartition : européenne [4].

## Parasites et parasitoïdes
La laitue scarriole  peut être parasitée par des mouches téphritidées, elles-mêmes victimes de parasitoïdes. Les Téphritidées pondent dans les inflorescences. Les parasitoïdes sont les mêmes qui sont susceptibles de s'attaquer à la mouche de l'olive.

## Utilisation
Si les jeunes pousses sont comestibles, il n'en va pas de même pour la plante adulte, d'odeur fétide, à la tige raide et aux feuilles épineuses, renfermant un latex blanchâtre.
Dans les pays anglo-saxons on l'appelle souvent « compass plant » (plante-boussole), car les feuilles de la tige principale sont disposées perpendiculairement à la lumière du soleil, avec une tendance à pointer vers le nord et le sud.
Comme la laitue vireuse, la laitue scariole a été utilisée comme substitut à l'opium. On se servait du latex séché, fumé ou bu en tisane - très amère !

## Sources
Pour un article plus général, voir Lactuca.